# Горно Косоврасти
Горно Косоврасти (на македонска литературна норма: Горно Косоврасти; на албански: Kosovrasti i Poshtëm) е село в Северна Македония, в Община Дебър.

## География
Селото Горно Косоврасти е разположено в областта Горни Дебър в южните склонове на планината Дешат над река Радика.

## История
Църквата „Свети Никола“ е от XVII - XVIII век. В XIX век Горно Косоврасти е мияшко село в Реканска каза на Османската империя. В „Етнография на вилаетите Адрианопол, Монастир и Салоника“, издадена в Константинопол в 1878 година и отразяваща статистиката на населението от 1873 година, Гасоврасти (Gassovrasti) е посочено като село с 90 домакинства, като жителите му са 122 помаци и 92 българи. Косовращани са се занимавали със златарство.
Според статистиката на Васил Кънчов („Македония. Етнография и статистика“) в 1900 година Горно Косоврасти има 180 жители българи християни.
На Етнографската карта на Битолския вилает на Картографския институт в София от 1901 година Горно Косоврати е смесено село българи, помаци, албанци и турци в Дебърската каза на Дебърския санджак със 153 къщи.
Според секретаря на Българската екзархия Димитър Мишев („La Macédoine et sa Population Chrétienne“) в 1905 година в Горно Косоврасти има 80 българи християни, всички екзархисти.
Според статистика на вестник „Дебърски глас“ в 1911 година в Косоврасти (Долно и Горно) има 44 български екзархийски и 126 помашки къщи.
В 1915 година, по време на Първата световна война, селото е анексирано от Царство България. Към 1 март 1916 година Горно Косоврасти е част от Раичката община на българската Дебърска околия.
Според преброяването от 2002 година селото има 818 жители.
| Националност | Всичко |
| македонци    | 578    |
| албанци      | 0      |
| турци        | 222    |
| роми         | 0      |
| власи        | 0      |
| сърби        | 0      |
| бошняци      | 0      |
| други        | 18     |

## Личности
Родени в Горно Косоврасти
- Божин Теофилов (? – 1910), български революционер от ВМОРО
- Евтим Михайлов (1866 – ?), учил в Солунската българска мъжка гимназия, в 1894 година завършил естествена история в Софийския университет (от Горно или Долно Косоврасти)[10]
- Зограф Димитър, иконописец от Горно или Долно Косоврасти[3]
- Йосиф Яков, майстор от шивашкия еснаф в Солун, член на Солунската българска община[11]
- Станчо Марков, български майстор строител, построил църквата „Света Параскева“ в ловечкото село Слатина, България[3][12]
- Христо Костов, български майстор строител, построил църквата „Света Атанасия“ в кюстендилското село Шишковци, България[12]